# 星雞魚
星雞魚，又稱點石鱸，俗名雞仔魚、石鱸、厚鱸，澎湖稱頭額、金龍、刣額，為輻鰭魚綱鱸形目石鱸科的其中一個種。

## 分布
本魚分布於印度西太平洋區，包括紅海、東非、南非、馬達加斯加、模里西斯、塞席爾群島、馬爾地夫、斯里蘭卡、印度、日本、中國沿海、泰國、馬來西亞、台灣、越南、菲律賓、印尼、澳洲、新幾內亞、帛琉等海域。

## 深度
水深4至75公尺。

## 特徵
本魚體呈銀白色，側線上方較暗，上方腹部較亮，由側線上方數起，至第六硬棘下方有鱗8列，側線上方有若干細小黑點散生，但不明顯。背鰭鰭膜間有許多細小斑點散生，尾鰭外緣截平，下葉有金黃色邊，但幼魚無特徵，體長約30公分時始漸浮現。背鰭硬棘12枚，第4硬棘最長、軟條13至15枚；臀鰭硬棘3枚、軟條7枚。側線鱗片數47至49枚。體長可達80公分。

## 生態
本魚棲息在較深具沙泥底質的海域，肉食性，以甲殼類和魚類為食。繁殖期會進入河口產卵。

## 經濟利用
大眾化的食用魚，適合紅燒或煮湯。